# 12045 Клейн
12045 Клейн (12045 Klein) — астероїд головного поясу, відкритий 30 березня 1997 року.
Тіссеранів параметр щодо Юпітера — 3,352.
Названий на честь німецького математика Фелікса Клейна